# Irak na Mistrzostwach Świata w Lekkoatletyce 2009
Irak na Mistrzostwach Świata w Lekkoatletyce 2009 reprezentowany był przez 2 zawodników – 1 kobietę i 1 mężczyznę. Żadnemu z nich nie udało się zdobyć medalu.

## Występy reprezentantów Iraku

### Rzut dyskiem mężczyzn
- Haidar Nasir - brak zaliczonej próby.

### 100 m kobiet
- Dana Hussein Abdul-Razzaq - 46. pozycja w eliminacjach - 12,38s (nie awansowała do ćwierćfinałów)